# Vena vitellina
Le vene vitelline sono delle vene che trasportano sangue dal sacco vitellino al seno venoso. In fase di sviluppo attraversano il cordone ombelicale e nell'embrione ricevono il sangue proveniente dal tubo gastroenterico. Le parti periferiche di queste vene vanno incontro a regressione e formano vasi come la vena porta epatica e l'estremità cardiaca della vena cava inferiore.

## Percorso
Le vene vitelline decorrono verso l'alto dapprima davanti e successivamente su entrambi i lati del tratto intestinale. Si uniscono sull'aspetto ventrale del canale, e al di là di questo si collegano tramite due rami anastomotici, uno sulla dorsale, e l'altro sull'aspetto ventrale della porzione duodenale dell'intestino , che è così circondato da due anelli venosi; nell'anastomosi mediana o dorsale si apre la vena mesenterica superiore. Le porzioni delle vene sopra l'anello superiore vengono interrotte dal fegato in via di sviluppo e scomposte da esso in un plesso di piccoli vasi simili a capillari chiamati sinusoidi.

## Derivati
Le vene vitelline danno origine aː
- Vene epatiche
- Porzione inferiore della vena cava inferiore
- Vena porta
- Vena mesenterica superiore
- Vena mesenterica inferiore, tronco Ciliaco

I rami che trasportano il sangue al plesso sono chiamati venae advehentes e diventano i rami della vena porta. I rami che drenano il plesso nel seno venoso sono chiamati venae revehentes e formano le future vene epatiche . La parte persistente dell'anello venoso superiore, sopra l'apertura della vena mesenterica superiore, forma il tronco della vena porta .